# Tennistoernooi van Nottingham 2024
Het tennistoernooi van Nottingham van 2024 werd van maandag 10 tot en met zondag 16 juni 2024 gespeeld op de grasbanen van het Nottingham Tennis Centre in de Engelse stad Nottingham. De officiële naam van het toernooi was Rothesay Open.
Het toernooi bestond uit twee delen:
- WTA-toernooi van Nottingham 2024, het toernooi voor de vrouwen
- een challenger-toernooi voor de mannen

| Nottingham        | juni 2024 | juni 2024 | juni 2024 | juni 2024 | juni 2024   | juni 2024    | juni 2024 |
| Nottingham        | maa 10    | din 11    | woe 12    | don 13    | vrĳ 14      | zat 15       | zon 16    |
| ----------------- | --------- | --------- | --------- | --------- | ----------- | ------------ | --------- |
| vrouwenenkelspel  | 1e ronde  | 1e ronde  | 2e ronde  | 2e ronde  | kwartfinale | halve finale | finale    |
| vrouwendubbelspel |           | 1e ronde  | 1e ronde  | 2e ronde  | 2e ronde    | halve finale | finale    |

- In verband met overvloedige regenval werden sommige partijen in een overdekte sporthal en/of op een latere datum gespeeld.

ATP-toernooi van Nottingham – WTA-toernooi van Nottingham

2015 · 2016 · 2017 · 2018 · 2019 · 2020 · 2021 · 2022 · 2023 · 2024 · 2025